# René Casselly (artista, 1996)
René Casselly Jr. (1996. szeptember 6. –) német cirkuszművész, akrobata.

## Élete
Ifj. René Casselly 1996. szeptember 6-án született a hetedik generációs Casselly artistacsalád gyermekeként. Édesapja id. René Casselly kisgyermek korától a manézsban szerepel, mint ahogy édesanyja Alexia is, aki szintén a cirkusz világában nőtt fel Belgiumban.
Hatévesen lépett fel először, Romániában, egy cirkuszfesztiválon, amikor elefántokat idomított. Nővérével, Merrylu-val szinte együtt nőttek fel az állatokkal, édesapjuk 2 éves koruk óta idomítja az elefántokat. Öt afrikai elefánttal dolgoznak: Nanda, Kimba, Tonga, Betty valamint Mambo, aki az egyetlen hím a cirkuszok világában hölgytársai mellett.
A családjának két elefántos produkciója van. Az egyiket elefántokkal, andalúz lovakkal, illetve pónikkal mutatják be, míg elefánt akrobata számukban pedig különböző ugrásokat, flick-flackokat láthat a közönség. Utóbbi műsorszámukkal a 2012 januárjában megrendezett 36. Monte-carlói Nemzetközi Cirkuszfesztiválon elnyerték a verseny fődíját, az Arany Bohóc-díjat. Később a monte-carlói ifjúsági, prágai és a massyi cirkuszfesztivált is megnyerték.
2013. október 5-től december 31-ig a Fővárosi Nagycirkusz Az univerzum fényei című műsorában lépett fel.  A 2014 januárjában megrendezett 10. Budapesti Nemzetközi Cirkuszfesztiválon is rész vett, ahol nővérével előadott akrobatikus elefántszámukat Arany Pierrot-díjjal jutalmazta a nemzetközi szakmai zsűri. A fesztivál után futó A fesztivál csillagai című műsorban saját elefántszámát is előadhatta.
2014 márciusa óta családjával Magyarországon turnéznak a Magyar Nemzeti Cirkusszal.
2016 januárjában ismét átvehette a Monte-carlói Ifjúsági Cirkuszfesztivál Arany Junior-díjat, ezzel ő az egyetlen kétszeres győztes a fesztivál történetében.